# Isolatocereus dumortieri
Isolatocereus dumortieri (Scheidw.) Backeb. è una pianta succulenta della famiglia delle Cactacee, endemica del Messico. È l'unica specie nota del genere Isolatocereus Backeb..